# Francisco Serrano (1810-1885)
Pour les articles homonymes, voir Serrano et Francisco Serrano.
 (décembre 2022).
Si vous disposez d'ouvrages ou d'articles de référence ou si vous connaissez des sites web de qualité traitant du thème abordé ici, merci de compléter l'article en donnant les références utiles à sa vérifiabilité et en les liant à la section « Notes et références ».

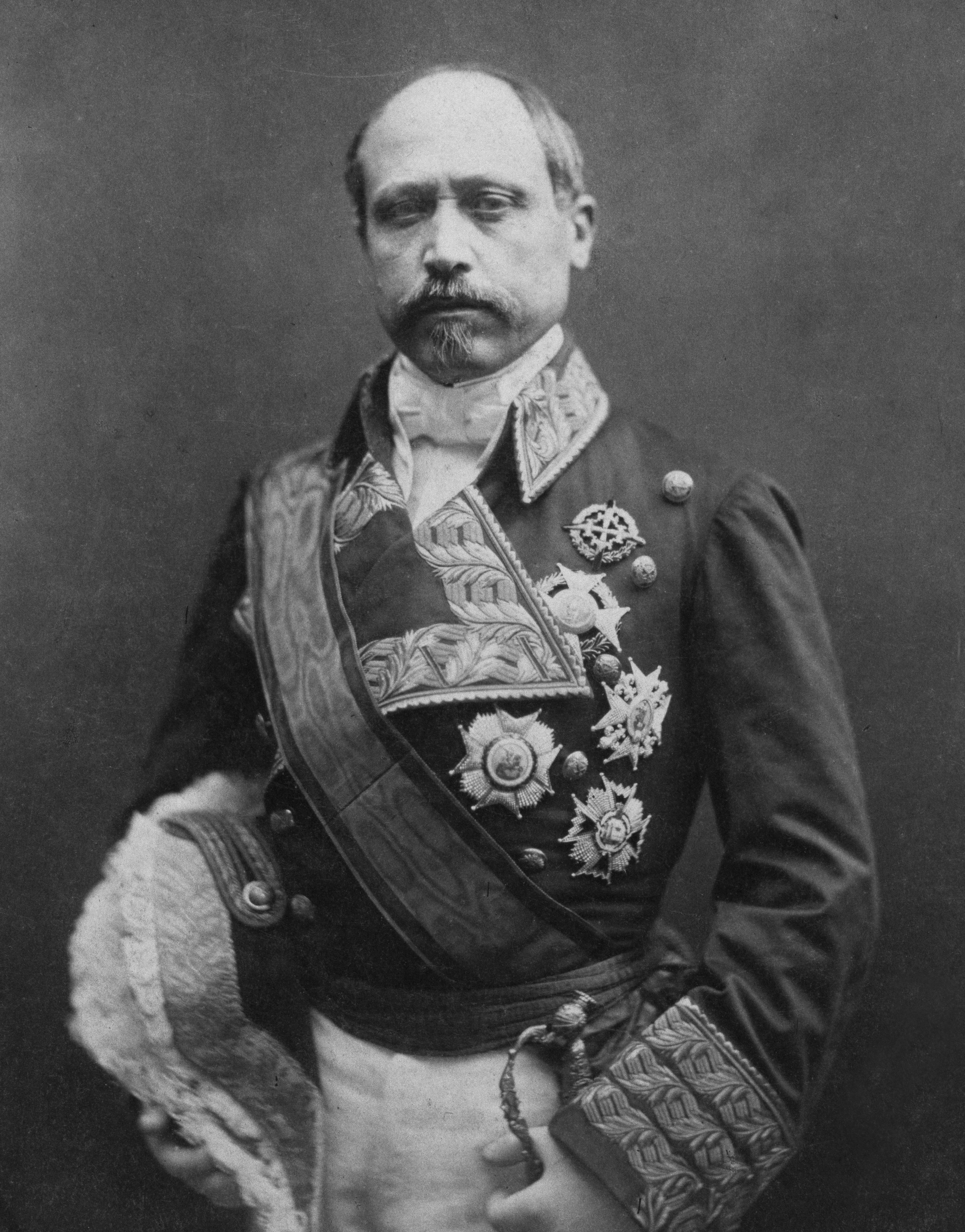
Le maréchal Serrano par Nadar en 1857.

Francisco Serrano y Domínguez, duc de la Torre, né à San Fernando, dans la province de Cadix, le 18 septembre 1810 et mort à Madrid le 26 novembre 1885, est un militaire et homme d'État espagnol.

## Biographie
Fils d'un militaire libéral, Serrano entre dans l'armée en 1822 et se distingue lors de la première guerre carliste. En 1839, alors brigadier, il se lance dans la politique avec les progressistes du général Espartero. Lorsque ce dernier s'empare du pouvoir en 1841, Serrano est nommé ministre de la Guerre, mais il se brouille vite avec son protecteur et contribue à le renverser en 1843. Entre 1846 et 1848, il est l'amant de la reine Isabelle II, ce qui lui donne un grand poids politique. Il est éloigné de la cour par les politiques modérés en 1848. 
Après la révolution de 1854, il rejoint les centristes du général O'Donnell au sein de l’Union libérale. Nommé à divers postes importants (ambassadeur à Paris, capitaine général de Cuba, ministre d'État), il succède à O'Donnell à la tête de l’Union libérale en 1867. La reine le crée duc de la Torre en 1863. En 1868, il dirige la révolution de septembre qui met fin au règne d'Isabelle II.
Il devient président du Conseil (1868-1869), puis chef de l'Exécutif (1869-1870) d'Espagne et recherche un prétendant susceptible de maintenir une monarchie constitutionnelle en Espagne. Ce prétendant trouvé en la personne d'Amédée de Savoie, Serrano prend la tête de différents gouvernements en 1872 et 1873. Lors de la proclamation de la première République espagnole en 1873, Serrano doit s'exiler, mais il revient au pouvoir en 1874, instaurant une dictature républicaine (les Cortes ayant été abolies), mais il doit s'incliner devant le soulèvement royaliste et la restauration du roi Alphonse XII. Il tente de jouer un rôle politique à la tête du Parti constitutionnel, puis de la Izquierda Dinástica (« Gauche dynastique »), mais il lui est préféré le conservateur Antonio Cánovas del Castillo et le libéral Práxedes Mateo Sagasta.